# فرد أندرسون (صحفي)
فرد أندرسون (بالإنجليزية: Fred Anderson)‏ هو صحفي أمريكي، ولد في 1937، وتوفي في 23 يونيو 1996.